# Papaseʻea
Papaseʻea (auch Sliding Rock, Slide Rock) ist ein Wasserfall im Bezirk Tuamasaga auf Upolu im Inselstaat Samoa und eine Touristenattraktion.

## Geographie
Der Wasserfall bei Lepea in Faleata ist eine beliebte Touristenattraktion. Man kann in einer Rinne des Wasserfalls ca. 7 m in das Tosbecken rutschen.